# Операция «Уран»
Сталинградская стратегическая наступательная операция или Опера́ция «Ура́н»  — контрнаступление Юго-Западного (командующий — генерал Н. Ф. Ватутин), Сталинградского (командующий — генерал А. И. Ерёменко) и Донского (командующий — генерал К. К. Рокоссовский), проводившееся 19 ноября 1942 года — 2 февраля 1943 года во время Великой Отечественной войны с целью окружения и уничтожения группировки войск оси в районе города Сталинграда. Координирование действий трёх фронтов осуществлял начальник Генерального штаба А. М. Василевский.

## Военно-стратегическая ситуация
К концу оборонительного периода Сталинградской битвы 62-я армия удерживала район севернее Тракторного завода, плацдарм «Остров Людникова» восточнее завода «Баррикады», часть завода Красный Октябрь и северо-восточные кварталы центра города, 64-я армия удерживала всю южную часть города до высоты «Лысая гора» и обороняла подступы к городу с юга и юго-запада. Общее наступление немецких войск было остановлено. 10 ноября 1942 года они перешли к обороне на всём южном крыле советско-германского фронта, за исключением участков в районах Сталинграда, Нальчика и Туапсе. Положение немецких войск осложнилось. Фронт групп армий А и Б был растянут на 2300 км, фланги ударных группировок не были прикрыты должным образом. Немецкое командование считало, что после многомесячных тяжёлых боёв Красная армия не в состоянии провести крупное наступление. На зиму 1942—1943 годов немецкое командование планировало удержаться на занимаемых рубежах до весны 1943 года, а затем снова перейти в наступление.

## Расстановка сил в операции

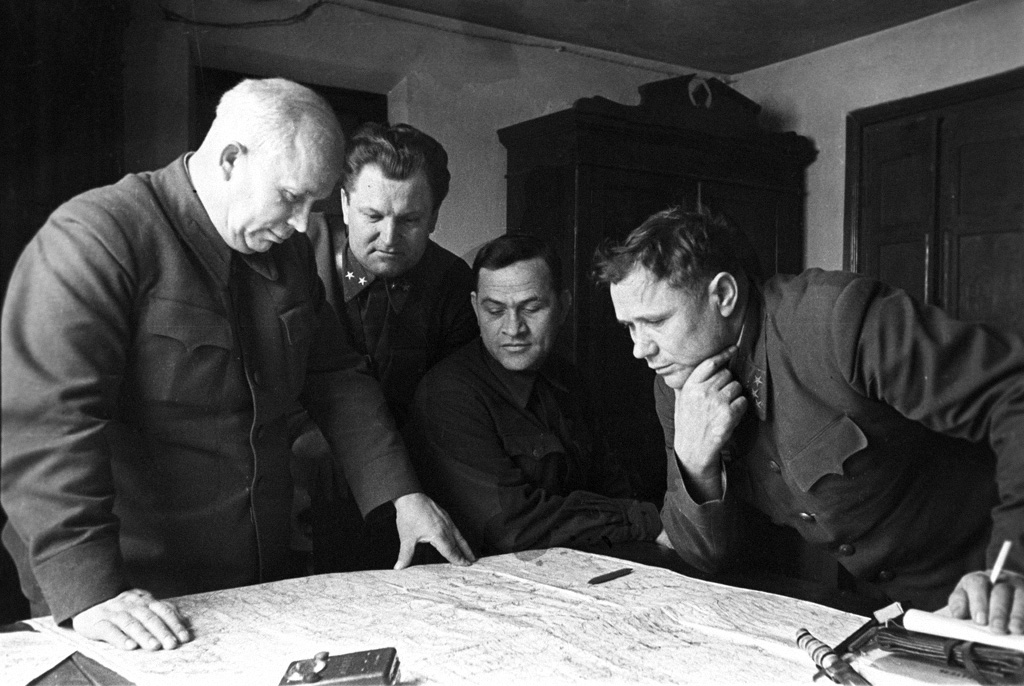
Члены Военного совета Сталинградского фронта: Хрущёв, Кириченко, Чуянов и комфронта Ерёменко, декабрь 1942.

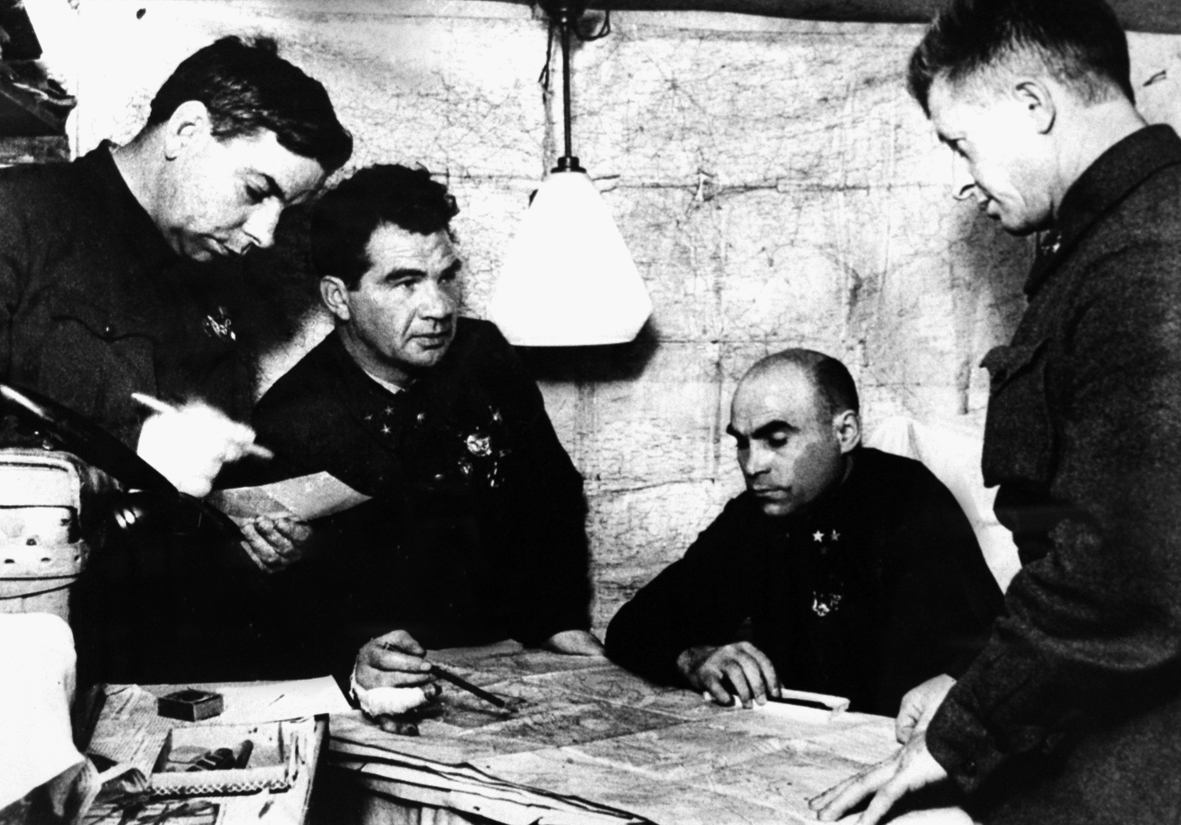
Командный пункт 62-й армии: начальник штаба армии Н. И. Крылов, командующий армией В. И. Чуйков, член Военного совета К. А. Гуров, командир 13-й гв. сд А. И. Родимцев, декабрь 1942.

### СССР
- Юго-Западный фронт (командующий — генерал-лейтенант, с 7 декабря 1942 года — генерал-полковник, с 13 февраля 1943 года — генерал армии Н. Ф. Ватутин). В него входили пять армий:

21-я армия (генерал-лейтенант И. М. Чистяков);
5-я танковая армия (генерал-майор П. Л. Романенко);
1-я гвардейская армия (генерал-лейтенант Д. Д. Лелюшенко);
17-я воздушная армия (генерал-майор авиации, с декабря 1942 года — генерал-лейтенант авиации С. А. Красовский);
2-я воздушная армия (полковник, с октября 1942 года — генерал-майор авиации К. Н. Смирнов).
- Донской фронт (командующий — генерал-лейтенант, с января 1943 года — генерал-полковник К. К. Рокоссовский). В его составе находились четыре армии:

65-я армия (генерал-лейтенант П. И. Батов);
24-я армия (генерал-майор, с января 1943 года — генерал-лейтенант И. В. Галанин);
66-я армия (генерал-лейтенант А. С. Жадов);
16-я воздушная армия (генерал-майор С. И. Руденко).
- Сталинградский фронт (командующий — генерал-полковник А. И. Еременко). В него входили пять армий:

62-я армия (генерал-лейтенант В. И. Чуйков);
64-я армия (генерал-майор, с декабря 1942 года — генерал-лейтенант М. С. Шумилов);
57-я армия (генерал-майор, с 19 января 1943 года — генерал-лейтенант Ф. И. Толбухин);
51-я армия (генерал-майор Н. И. Труфанов) и
8-я воздушная армия (генерал-майор, с марта 1943 года — генерал-лейтенант авиации Т. Т. Хрюкин).
- 1-я гвардейская армия
  - 1-я стрелковая дивизия
    - 408-й стрелковый полк
    - 412-й стрелковый полк
    - 415-й стрелковый полк
    - 1026-й артиллерийский полк

  - 153-я стрелковая дивизия
    - 557-й стрелковый полк
    - 563-й стрелковый полк
    - 566-й стрелковый полк
    - 565-й артиллерийский полк

  - 197-я стрелковая дивизия
    - 828-й стрелковый полк
    - 862-й стрелковый полк
    - 889-й стрелковый полк
    - 361-й артиллерийский полк

  - 203-я стрелковая дивизия
    - 592-й стрелковый полк
    - 610-й стрелковый полк
    - 619-й стрелковый полк
    - 1037-й артиллерийский полк

  - 266-я стрелковая дивизия
    - 1000-й стрелковый полк
    - 1006-й стрелковый полк
    - 1008-й стрелковый полк
    - 832-й артиллерийский полк

  - 278-я стрелковая дивизия
    - 851-й стрелковый полк
    - 853-й стрелковый полк
    - 855-й стрелковый полк
    - 847-й артиллерийский полк

  - 1-й гвардейский механизированный корпус
    - 1-я гвардейская механизированная бригада
      - 18-й гвардейский танковый полк

    - 2-я гвардейская механизированная бригада
      - 19-й гвардейский танковый полк

    - 3-я гвардейская механизированная бригада
      - 20-й гвардейский танковый полк

    - 16-й гвардейский танковый полк
    - 17-й гвардейский танковый полк

  - Приданы:
    - 22-я мотострелковая бригада
    - 1110-й пушечный артиллерийский полк
    - 426-й истребительно-противотанковый артиллерийский полк
    - 870-й истребительно-противотанковый артиллерийский полк
    - 1249-й истребительно-противотанковый артиллерийский полк
    - 58-й гвардейский миномётный полк
    - 407-й отдельный гвардейский миномётный дивизион (из 1-го гв. мехк)
    - 1257-й зенитный артиллерийский полк
    - 350-й отдельный инженерный батальон
    - 28-й понтонный батальон
    - 37-й понтонный батальон
- 5-я танковая армия
  - 14-я гвардейская стрелковая дивизия
    - 36-й гвардейский стрелковый полк
    - 38-й гвардейский стрелковый полк
    - 41-й гвардейский стрелковый полк
    - 33-й гвардейский артиллерийский полк

  - 47-я гвардейская стрелковая дивизия
    - 137-й гвардейский стрелковый полк
    - 140-й гвардейский стрелковый полк
    - 142-й гвардейский стрелковый полк
    - 99-й гвардейский артиллерийский полк

  - 50-я гвардейская стрелковая дивизия
    - 148-й гвардейский стрелковый полк
    - 150-й гвардейский стрелковый полк
    - 152-й гвардейский стрелковый полк
    - 119-й гвардейский артиллерийский полк

  - 119-я стрелковая дивизия
    - 365-й стрелковый полк
    - 421-й стрелковый полк
    - 634-й стрелковый полк
    - 349-й артиллерийский полк

  - 159-я стрелковая дивизия
    - 491-й стрелковый полк
    - 558-й стрелковый полк
    - 631-й стрелковый полк
    - 597-й артиллерийский полк

  - 346-я стрелковая дивизия
    - 1164-й стрелковый полк
    - 1166-й стрелковый полк
    - 1168-й стрелковый полк
    - 915-й артиллерийский полк

  - 8-й кавалерийский корпус
    - 21-я кавалерийская дивизия
      - 17-й кавалерийский полк
      - 67-й кавалерийский полк
      - 112-й кавалерийский полк

    - 55-я кавалерийская дивизия
      - 78-й кавалерийский полк
      - 84-й кавалерийский полк
      - 87-й кавалерийский полк

    - 112-я кавалерийская дивизия
      - 275-й кавалерийский полк
      - 294-й кавалерийский полк
      - 313-й кавалерийский полк

  - 1-й танковый корпус
    - 89-я танковая бригада
      - 202-й танковый батальон
      - 203-й танковый батальон

    - 117-я танковая бригада
      - 17-й танковый батальон
      - 325-й танковый батальон
      - 326-й танковый батальон

    - 159-я танковая бригада
      - 350-й танковый батальон
      - 351-й танковый батальон

    - 44-я мотострелковая бригада

  - 26-й танковый корпус
    - 19-я танковая бригада
      - 19-й танковый батальон
      - 237-й танковый батальон

    - 157-я танковая бригада
      - 346-й танковый батальон
      - 347-й танковый батальон

    - 216-я танковая бригада
    - 14-я мотострелковая бригада

  - Приданы:
    - 8-я гвардейская танковая бригада
      - 303-й танковый батальон
      - 304-й танковый батальон

    - 8-й мотоциклетный полк
    - 510-й отдельный танковый батальон
    - 511-й отдельный танковый батальон
    - 124-й гаубичный артиллерийский полк
    - 152-й гаубичный артиллерийский полк
    - 320-й гаубичный артиллерийский полк
    - 877-й гаубичный артиллерийский полк
    - 213-й пушечный артиллерийский полк
    - 312-й пушечный артиллерийский полк
    - 396-й пушечный артиллерийский полк
    - 518-й пушечный артиллерийский полк
    - 1096-й пушечный артиллерийский полк
    - 33-й истребительно-противотанковый артиллерийский полк
    - 150-й истребительно-противотанковый артиллерийский полк
    - 174-й истребительно-противотанковый артиллерийский полк
    - 179-й истребительно-противотанковый артиллерийский полк
    - 210-й истребительно-противотанковый артиллерийский полк
    - 481-й истребительно-противотанковый артиллерийский полк
    - 525-й истребительно-противотанковый артиллерийский полк
    - 532-й истребительно-противотанковый артиллерийский полк
    - 534-й истребительно-противотанковый артиллерийский полк
    - 1241-й истребительно-противотанковый артиллерийский полк
    - 1243-й истребительно-противотанковый артиллерийский полк
    - 101-й миномётный полк
    - 103-й миномётный полк
    - 107-й миномётный полк
    - 148-й миномётный полк 8-го кавалерийского корпуса
    - 35-й гвардейский миномётный полк
    - 75-й гвардейский миномётный полк
    - 85-й гвардейский миномётный полк
    - 51-й отдельный гвардейский тяжёлый миномётный дивизион
    - 76-й отдельный гвардейский тяжёлый миномётный дивизион
    - 77-й отдельный гвардейский тяжёлый миномётный дивизион
    - 507-й отдельный гвардейский тяжёлый миномётный дивизион
    - 508-й отдельный гвардейский тяжёлый миномётный дивизион
    - 518-й отдельный гвардейский тяжёлый миномётный дивизион
    - 519-й отдельный гвардейский тяжёлый миномётный дивизион
    - 520-й отдельный гвардейский тяжёлый миномётный дивизион
    - 521-й отдельный гвардейский тяжёлый миномётный дивизион
    - 522-й отдельный гвардейский тяжёлый миномётный дивизион
    - 307-й отдельный гвардейский миномётный дивизион 1-го танкового корпуса
    - 3-я зенитная артиллерийская дивизия
      - 1084-й зенитный артиллерийский полк
      - 1089-й зенитный артиллерийский полк
      - 1114-й зенитный артиллерийский полк
      - 1118-й зенитный артиллерийский полк

    - Остальные зенитные части:
      - 226-й зенитный артиллерийский полк
      - 247-й зенитный артиллерийский полк
      - 579-й зенитный артиллерийский полк
      - 586-й зенитный артиллерийский полк
      - 626-й зенитный артиллерийский полк
      - 27-й отдельный зенитный артиллерийский дивизион
      - 60-й отдельный зенитный артиллерийский дивизион
      - 227-й отдельный зенитный артиллерийский дивизион
      - 44-я инженерная бригада специального назначения
      - 181-й отдельный инженерный батальон

    - 269-й отдельный инженерный батальон
    - 26-й понтонный батальон
    - 100-й понтонный батальон
    - 101-й понтонный батальон
    - 102-й понтонный батальон
    - 130-й понтонный батальон
- 21-я армия
  - 63-я стрелковая дивизия
    - 226-й стрелковый полк
    - 291-й стрелковый полк
    - 346-й стрелковый полк
    - 26-й артиллерийский полк

  - 76-я стрелковая дивизия
    - 93-й стрелковый полк
    - 207-й стрелковый полк
    - 216-й стрелковый полк
    - 817-й артиллерийский полк

  - 96-я стрелковая дивизия
    - 1381-й стрелковый полк
    - 1384-й стрелковый полк
    - 1389-й стрелковый полк
    - 1059-й артиллерийский полк

  - 277-я стрелковая дивизия
    - 850-й стрелковый полк
    - 852-й стрелковый полк
    - 854-й стрелковый полк
    - 846-й артиллерийский полк

  - 293-я стрелковая дивизия
    - 1032-й стрелковый полк
    - 1034-й стрелковый полк
    - 1036-й стрелковый полк
    - 817-й артиллерийский полк

  - 333-я стрелковая дивизия
    - 1116-й стрелковый полк
    - 1118-й стрелковый полк
    - 1120-й стрелковый полк
    - 897-й артиллерийский полк

  - 3-й гвардейский кавалерийский корпус
    - 5-я гвардейская кавалерийская дивизия
      - 32-й кавалерийский полк
      - 34-й кавалерийский полк
      - 60-й кавалерийский полк
      - 158-й кавалерийский полк (может присутствовать вместо 32-го кавалерийского полка)

    - 6-я гвардейская кавалерийская дивизия
      - 31-й кавалерийский полк
      - 76-й кавалерийский полк
      - 92-й кавалерийский полк
      - 129-й кавалерийский полк

    - 32-я кавалерийская дивизия
      - 86-й кавалерийский полк
      - 121-й кавалерийский полк
      - 197-й кавалерийский полк

    - Приданы 3-му кавкорпусу:
      - 5-я отдельная истребительная бригада (противотанковая)
      - 1-й отдельный истребительно-противотанковый дивизион
      - 21-й отдельный истребительно-противотанковый дивизион
      - 60-й отдельный истребительно-противотанковый дивизион
      - 99-й отдельный истребительно-противотанковый дивизион

  - 4-й танковый корпус
    - 45-я танковая бригада
      - 45-й ? танковый батальон
      - 250-й танковый батальон

    - 69-я танковая бригада
      - 149-й танковый батальон
      - 152-й танковый батальон

    - 102-я танковая бригада
      - 207-й танковый батальон
      - 208-й танковый батальон

    - 4-я мотострелковая бригада
    - Приданы 4-му тк:
      - 1-й отдельный гвардейский танковый полк
      - 2-й отдельный гвардейский танковый полк
      - 4-й отдельный гвардейский танковый полк

  - 1-я артиллерийская дивизия
    - 274-й гаубичный артиллерийский полк
    - 275-й гаубичный артиллерийский полк
    - 331-й гаубичный артиллерийский полк
    - 1107-й пушечный артиллерийский полк
    - 1166-й пушечный артиллерийский полк
    - 468-й истребительно-противотанковый артиллерийский полк
    - 501-й истребительно-противотанковый артиллерийский полк
    - 1189-й истребительно-противотанковый артиллерийский полк

  - Отдельные артиллерийские части 21-й армии:
    - 648-й пушечный артиллерийский полк
    - 1162-й пушечный артиллерийский полк
    - 383-й истребительно-противотанковый артиллерийский полк
    - 535-й истребительно-противотанковый артиллерийский полк
    - 764-й истребительно-противотанковый артиллерийский полк
    - 1180-й истребительно-противотанковый артиллерийский полк
    - 1184-й истребительно-противотанковый артиллерийский полк
    - 1250-й истребительно-противотанковый артиллерийский полк
    - 108-й миномётный полк
    - 114-й миномётный полк
    - 129-й миномётный полк
    - 152-й миномётный полк 3-го гвардейского кавалерийского корпуса
    - 21-й гвардейский миномётный полк
    - 86-й гвардейский миномётный полк
    - 88-й гвардейский миномётный полк
    - 309-й отдельный гвардейский миномётный дивизион 4-го танкового корпуса

  - 1-я зенитная артиллерийская дивизия
    - 1068-й зенитный артиллерийский полк
    - 1085-й зенитный артиллерийский полк
    - 1090-й зенитный артиллерийский полк
    - 1116-й зенитный артиллерийский полк

  - Отдельные зенитные части:
    - 580-й зенитный артиллерийский полк
    - 581-й зенитный артиллерийский полк
    - 878-й зенитный артиллерийский полк
    - 1259-й зенитный артиллерийский полк
    - 1263-й зенитный артиллерийский полк
    - 126-й отдельный зенитный артиллерийский дивизион
    - 205-й отдельный инженерный батальон
    - 540-й отдельный инженерный батальон
- 17-я воздушная армия
  - 1-й смешанный авиационный корпус
    - 267-я штурмовая авиационная дивизия
    - 288-я истребительная авиационная дивизия

  - Приданы 17-й ВА:
    - 221-я бомбардировочная авиационная дивизия
    - 262-я ночная бомбардировочная авиационная дивизия
    - 282-я истребительная авиационная дивизия
    - 208-й штурмовой авиационный полк
    - 637-й штурмовой авиационный полк
    - 10-я дальнеразведывательная авиационная эскадрилья
    - 331-я отдельная бомбардировочная авиационная эскадрилья
- Подразделения 2-й воздушной армии (Воронежский фронт) поддерживавшие Юго-Западный фронт:
  - 205-я истребительная авиационная дивизия
  - 207-я истребительная авиационная дивизия
  - 208-я ночная бомбардировочная авиационная дивизия
  - 227-я штурмовая авиационная дивизия
  - 50-й разведывательный авиационный полк
  - 324-я дальнеразведывательная авиационная эскадрилья
- Части под прямым командованием Юго-западного фронта:
  - 303-й зенитный артиллерийский полк
  - 31-й отдельный зенитный артиллерийский дивизион
  - 139-й отдельный зенитный артиллерийский дивизион
  - 12-я сапёрная бригада

- 24-я армия
  - 49-я стрелковая дивизия
    - 212-й стрелковый полк
    - 222-й стрелковый полк
    - 551-й стрелковый полк
    - 31-й артиллерийский полк

  - 84-я стрелковая дивизия
    - 41-й стрелковый полк
    - 201-й стрелковый полк
    - 382-й стрелковый полк
    - 74-й артиллерийский полк

  - 120-я стрелковая дивизия
    - 289-й стрелковый полк
    - 538-й стрелковый полк
    - 543-й стрелковый полк
    - 1033-й артиллерийский полк

  - 173-я стрелковая дивизия
    - 1311-й стрелковый полк
    - 1313-й стрелковый полк
    - 1315-й стрелковый полк
    - 979-й артиллерийский полк

  - 214-я стрелковая дивизия
    - 776-й стрелковый полк
    - 780-й стрелковый полк
    - 788-й стрелковый полк
    - 683-й артиллерийский полк

  - 233-я стрелковая дивизия
    - 703-й стрелковый полк
    - 724-й стрелковый полк
    - 734-й стрелковый полк
    - 684-й артиллерийский полк

  - 260-я стрелковая дивизия
    - 1026-й стрелковый полк
    - 1028-й стрелковый полк
    - 1030-й стрелковый полк
    - 738-й артиллерийский полк

  - 273-я стрелковая дивизия
    - 967-й стрелковый полк
    - 969-й стрелковый полк
    - 971-й стрелковый полк
    - 812-й артиллерийский полк

  - 298-я стрелковая дивизия
    - 886-й стрелковый полк
    - 888-й стрелковый полк
    - 892-й стрелковый полк
    - 828-й артиллерийский полк
    - Приданы 298-й сд:
      - 54-й укреплённый район
      - 58-й отдельный истребительно-противотанковый дивизион
      - 61-й отдельный истребительно-противотанковый дивизион

  - 16-й танковый корпус
    - 107-я танковая бригада
      - 307-й танковый батальон
      - 308-й танковый батальон

    - 109-я танковая бригада
      - 309-й танковый батальон
      - 310-й танковый батальон

    - 164-я танковая бригада
      - 360-й танковый батальон
      - 361-й танковый батальон

    - 15-я мотострелковая бригада

  - Приданы 24-й армии:
    - 10-я танковая бригада

  - Приданные части неизвестны
    - 134-й отдельный танковый батальон (бронеавтомобильный)
    - 224-й отдельный танковый батальон (бронеавтомобильный)
    - 229-й отдельный танковый батальон (бронеавтомобильный)
    - 5-й гвардейский армейский артиллерийский полк
    - 135-й гаубичный артиллерийский полк
    - 833-й гаубичный артиллерийский полк
    - 1100-й пушечный артиллерийский полк
    - 1101-й пушечный артиллерийский полк
    - 1158-й пушечный артиллерийский полк
    - 391-й истребительно-противотанковый артиллерийский полк
    - 435-й истребительно-противотанковый артиллерийский полк
    - 2-й гвардейский тяжёлый миномётный полк
    - 23-й гвардейский миномётный полк
    - 57-й гвардейский миномётный полк
    - 94-й гвардейский миномётный полк
    - 281-й зенитный артиллерийский полк
    - 297-й зенитный артиллерийский полк
    - 48-й отдельный инженерный батальон
    - 530-й отдельный сапёрный батальон
    - 532-й отдельный сапёрный батальон
    - 534-й отдельный сапёрный батальон
    - 1361-й отдельный сапёрный батальон
- 65-я армия
  - 4-я гвардейская стрелковая дивизия
    - 3-й гвардейский стрелковый полк
    - 8-й гвардейский стрелковый полк
    - 11-й гвардейский стрелковый полк
    - 23-й гвардейский артиллерийский полк

  - 27-я гвардейская стрелковая дивизия
    - 74-й гвардейский стрелковый полк
    - 76-й гвардейский стрелковый полк
    - 83-й гвардейский стрелковый полк
    - 54-й гвардейский артиллерийский полк

  - 40-я гвардейская стрелковая дивизия
    - 111-й гвардейский стрелковый полк
    - 116-й гвардейский стрелковый полк
    - 119-й гвардейский стрелковый полк
    - 90-й гвардейский артиллерийский полк

  - 23-я стрелковая дивизия
    - 89-й стрелковый полк
    - 117-й стрелковый полк
    - 225-й стрелковый полк
    - 211-й артиллерийский полк

  - 24-я стрелковая дивизия
    - 7-й стрелковый полк
    - 168-й стрелковый полк
    - 274-й стрелковый полк
    - 160-й артиллерийский полк

  - 252-я стрелковая дивизия
    - 924-й стрелковый полк
    - 928-й стрелковый полк
    - 932-й стрелковый полк
    - 787-й артиллерийский полк

  - 258-я стрелковая дивизия
    - 405-й стрелковый полк
    - 991-й стрелковый полк
    - 99-й стрелковый полк
    - 782-й артиллерийский полк

  - 304-я стрелковая дивизия
    - 807-й стрелковый полк
    - 809-й стрелковый полк
    - 812-й стрелковый полк
    - 560-й артиллерийский полк

  - 321-я стрелковая дивизия
    - 484-й стрелковый полк
    - 488-й стрелковый полк
    - 493-й стрелковый полк
    - 986-й артиллерийский полк

  - Приданы 65-й армии:
    - 59-й отдельный истребительно-противотанковый дивизион
    - 64-й отдельный истребительно-противотанковый дивизион
    - 91-я танковая бригада
      - 345-й танковый батальон

    - 121-я танковая бригада

  - Назначенные подразделения неизвестны
    - 59-й отдельный дивизион бронепоездов
    - 99-й армейский артиллерийский полк
    - 156-й армейский артиллерийский полк
    - 671-й армейский артиллерийский полк
    - 272-й гаубичный артиллерийский полк
    - 338-й истребительно-противотанковый артиллерийский полк
    - 1-й гвардейский тяжёлый миномётный полк
    - 5-й гвардейский миномётный полк
    - 48-й гвардейский миномётный полк
    - 84-й гвардейский миномётный полк
    - 93-й гвардейский миномётный полк
    - 342-й зенитный артиллерийский полк
    - 723-й зенитный артиллерийский полк
    - 1264-й зенитный артиллерийский полк
    - 9-й понтонный батальон
    - 321-й отдельный инженерный батальон
- 66-я армия
  - 64-я стрелковая дивизия
    - 433-й стрелковый полк
    - 440-й стрелковый полк
    - 451-й стрелковый полк
    - 1029-й артиллерийский полк

  - 99-я стрелковая дивизия
    - 1-й стрелковый полк
    - 197-й стрелковый полк
    - 206-й стрелковый полк
    - 22-й артиллерийский полк

  - 116-я стрелковая дивизия
    - 441-й стрелковый полк
    - 548-й стрелковый полк
    - 656-й стрелковый полк
    - 406-й артиллерийский полк

  - 226-я стрелковая дивизия
    - 985-й стрелковый полк
    - 987-й стрелковый полк
    - 989-й стрелковый полк
    - 875-й артиллерийский полк

  - 299-я стрелковая дивизия
    - 956-й стрелковый полк
    - 958-й стрелковый полк
    - 960-й стрелковый полк
    - 843-й артиллерийский полк

  - 343-я стрелковая дивизия
    - 1151-й стрелковый полк
    - 1153-й стрелковый полк
    - 1155-й стрелковый полк
    - 903-й артиллерийский полк

  - Приданы:
    - 63-й отдельный истребительно-противотанковый дивизион
    - 58-я танковая бригада
      - 116-й танковый батальон

    - 7-й гвардейский армейский артиллерийский полк
    - 1102-й пушечный артиллерийский полк
    - 381-й истребительно-противотанковый артиллерийский полк
    - 136-й миномётный полк
    - 143-й миномётный полк
    - 56-й гвардейский миномётный полк
    - 72-й гвардейский миномётный полк
    - 278-й зенитный артиллерийский полк
    - 722-й зенитный артиллерийский полк
    - 1-й отдельный инженерный батальон
    - 432-й отдельный инженерный батальон
- 16-я воздушная армия
  - 220-я истребительная авиационная дивизия
  - 283-я истребительная авиационная дивизия
  - 228-я штурмовая авиационная дивизия
  - 291-я штурмовая авиационная дивизия
  - 271-я ночная бомбардировочная авиационная дивизия
  - 10-й гвардейский бомбардировочный авиационный полк
  - 325-й разведывательный авиационный полк
- Части прямого подчинения Донского фронта:
  - 159-й укреплённый район
  - 65-й отдельный истребительно-противотанковый дивизион
  - 66-й отдельный истребительно-противотанковый дивизион
  - 97-й отдельный истребительно-противотанковый дивизион
  - 98-й отдельный истребительно-противотанковый дивизион
  - 99-й отдельный истребительно-противотанковый дивизион
  - 100-й отдельный истребительно-противотанковый дивизион
  - 101-й отдельный истребительно-противотанковый дивизион
  - 102-й отдельный истребительно-противотанковый дивизион
  - 64-я танковая бригада
    - 297-й танковый батальон
    - 298-й танковый батальон

  - 148-я танковая бригада
    - 89-й танковый батальон
    - 260-й танковый батальон

  - 39-й (зенитный) отдельный дивизион бронепоездов
  - 40-й (зенитный) отдельный дивизион бронепоездов
  - 377-й (зенитный) отдельный дивизион бронепоездов
  - 101-й гаубичный артиллерийский полк
  - 79-й гвардейский миномётный полк
  - 325-й зенитный артиллерийский полк
  - 1262-й зенитный артиллерийский полк
  - 67-й отдельный зенитный артиллерийский дивизион
  - 141-й отдельный зенитный артиллерийский дивизион
  - 307-й отдельный зенитный артиллерийский дивизион
  - 436-й отдельный зенитный артиллерийский дивизион
  - 16-я инженерная бригада специального назначения
  - 20-я сапёрная бригада
  - 6-й понтонный батальон
  - 7-й понтонный батальон
  - 20-й понтонный батальон
  - 104-й понтонный батальон
  - 120-й отдельный инженерный батальон
  - 257-й отдельный инженерный батальон
  - 258-й отдельный инженерный батальон
  - 741-й отдельный инженерный батальон

- 62-я армия
  - 13-я гвардейская стрелковая дивизия
    - 34-й гвардейский стрелковый полк
    - 39-й гвардейский стрелковый полк
    - 42-й гвардейский стрелковый полк
    - 32-й гвардейский артиллерийский полк

  - 37-я гвардейская стрелковая дивизия
    - 109-й гвардейский стрелковый полк
    - 114-й гвардейский стрелковый полк
    - 118-й гвардейский стрелковый полк
    - 86-й гвардейский артиллерийский полк

  - 39-я гвардейская стрелковая дивизия
    - 112-й гвардейский стрелковый полк
    - 117-й гвардейский стрелковый полк
    - 120-й гвардейский стрелковый полк
    - 87-й гвардейский артиллерийский полк

  - 45-я стрелковая дивизия
    - 10-й стрелковый полк
    - 61-й стрелковый полк
    - 253-й стрелковый полк
    - 178-й артиллерийский полк

  - 95-я стрелковая дивизия
    - 90-й стрелковый полк
    - 161-й стрелковый полк
    - 241-й стрелковый полк
    - 57-й артиллерийский полк

  - 112-я стрелковая дивизия
    - 385-й стрелковый полк
    - 416-й стрелковый полк
    - 524-й стрелковый полк
    - 436-й артиллерийский полк

  - 138-я стрелковая дивизия
    - 344-й стрелковый полк
    - 650-й стрелковый полк
    - 768-й стрелковый полк
    - 295-й артиллерийский полк

  - 193-я стрелковая дивизия
    - 685-й стрелковый полк
    - 883-й стрелковый полк
    - 895-й стрелковый полк
    - 384-й артиллерийский полк

  - 284-я стрелковая дивизия
    - 1043-й стрелковый полк
    - 1045-й стрелковый полк
    - 1047-й стрелковый полк
    - 820-й артиллерийский полк

  - 308-я стрелковая дивизия
    - 339-й стрелковый полк
    - 347-й стрелковый полк
    - 351-й стрелковый полк
    - 1011-й артиллерийский полк

  - Приданы 62-й армии:
    - 42-я стрелковая бригада
    - 92-я стрелковая бригада
    - 115-я стрелковая бригада
    - 124-я стрелковая бригада
    - 149-я стрелковая бригада
    - 160-я стрелковая бригада
    - 84-я танковая бригада
      - 200-й танковый батальон
      - 201-й танковый батальон

    - 506-й отдельный танковый батальон 235-й танковой бригады
    - 266-й пушечный артиллерийский полк
    - 457-й пушечный артиллерийский полк
    - 1103-й пушечный артиллерийский полк
    - 397-й истребительно-противотанковый артиллерийский полк
    - 499-й истребительно-противотанковый артиллерийский полк
    - 502-й истребительно-противотанковый артиллерийский полк
    - 141-й миномётный полк (без одного дивизиона)
    - 19-й гвардейский миномётный полк
    - 51-й гвардейский миномётный полк
    - 83-й гвардейский миномётный полк
    - 89-й гвардейский миномётный полк
    - 92-й гвардейский миномётный полк
    - 223-й зенитный артиллерийский полк
    - 242-й зенитный артиллерийский полк
    - 326-й отдельный инженерный батальон
    - 327-й отдельный инженерный батальон
- 64-я армия
  - 7-й стрелковый корпус
    - 93-я стрелковая бригада (по состоянию на 11/11/42)
      - 4 стрелковых батальона (от 900 до 1000 чел.)
      - 1 пулемётный батальон
      - 1 миномётный дивизион
      - 1 артиллерийский дивизион (20 76.2-мм пушек)

    - 96-я стрелковая бригада (по состоянию на 11/11/42)
      - 4 стрелковых батальона
      - 1 пулемётный батальон
      - 1 миномётный дивизион
      - 1 артиллерийский дивизион (20 76.2-мм пушек)

    - 97-я стрелковая бригада (по состоянию на 11/11/42)
      - 4 стрелковых батальона
      - 1 пулемётный батальон
      - 1 миномётный дивизион
      - 1 артиллерийский дивизион (20 76.2-мм пушек)

  - 36-я гвардейская стрелковая дивизия
    - 104-й гвардейский стрелковый полк
    - 106-й гвардейский стрелковый полк
    - 108-й гвардейский стрелковый полк
    - 65-й гвардейский артиллерийский полк

  - 29-я стрелковая дивизия
    - 106-й стрелковый полк
    - 128-й стрелковый полк
    - 302-й стрелковый полк
    - 77-й артиллерийский полк

  - 38-я стрелковая дивизия
    - 29-й стрелковый полк
    - 48-й стрелковый полк
    - 343-й стрелковый полк
    - 214-й артиллерийский полк

  - 157-я стрелковая дивизия
    - 384-й стрелковый полк
    - 633-й стрелковый полк
    - 716-й стрелковый полк
    - 422-й артиллерийский полк

  - 204-я стрелковая дивизия
    - 700-й стрелковый полк
    - 706-й стрелковый полк
    - 730-й стрелковый полк
    - 657-й артиллерийский полк

  - Приданы 64-й армии:
    - 66-я морская стрелковая бригада
    - 154-я морская стрелковая бригада
    - 20-я отдельная истребительная бригада (противотанковая)
    - Сводный курсантский полк Винницкого пехотного училища
    - 118-й укреплённый район
    - 13-я танковая бригада
      - 13-й танковый полк
      - 26-й механизированный полк

    - 56-я танковая бригада

  - Приданные части неизвестны
    - 28-й отдельный дивизион бронепоездов
    - 186-й истребительно-противотанковый артиллерийский полк
    - 500-й истребительно-противотанковый артиллерийский полк
    - 507-й истребительно-противотанковый артиллерийский полк
    - 665-й истребительно-противотанковый артиллерийский полк
    - 3-й гвардейский тяжелый миномётный полк (2 батальона отделены)
    - 90-й гвардейский миномётный полк
    - 91-й гвардейский миномётный полк
    - 622-й зенитный артиллерийский полк
    - 1261-й зенитный артиллерийский полк
    - 328-й отдельный инженерный батальон
    - 329-й отдельный инженерный батальон
    - 330-й отдельный инженерный батальон
- 8-я воздушная армия
  - 2-й смешанный авиационный корпус
    - 201-я истребительная авиационная дивизия
    - 235-я истребительная авиационная дивизия
    - 214-я штурмовая авиационная дивизия

  - Приданы 8-й ВА:
    - 206-я штурмовая авиационная дивизия
    - 226-я смешанная авиационная дивизия
    - 289-я смешанная авиационная дивизия
    - 270-я бомбардировочная авиационная дивизия
    - 272-я ночная бомбардировочная авиационная дивизия
    - 268-я истребительная авиационная дивизия
    - 287-я истребительная авиационная дивизия
    - 8-й разведывательный авиационный полк
    - 23-й смешанный авиационный полк
    - 282-й смешанный авиационный полк
    - 633-й смешанный авиационный полк
    - 655-й смешанный авиационный полк
    - 932-й смешанный авиационный полк
    - 678-й транспортный авиационный полк
    - 31-я (артиллерийская) корректировочная авиационная эскадрилья
    - 32-я (артиллерийская) корректировочная авиационная эскадрилья
    - 459-й зенитный артиллерийский полк
- Сталинградский областной корпус ПВО
  - 73-й гвардейский зенитный артиллерийский полк
  - 748-й зенитный артиллерийский полк
  - 1077-й зенитный артиллерийский полк
  - 1079-й зенитный артиллерийский полк
  - 1080-й зенитный артиллерийский полк
  - 1082-й зенитный артиллерийский полк
  - 1083-й зенитный артиллерийский полк
  - 82-й отдельный зенитный артиллерийский дивизион
  - 106-й отдельный зенитный артиллерийский дивизион
  - 188-й отдельный зенитный артиллерийский дивизион
  - 267-й отдельный зенитный артиллерийский дивизион
  - 72-й отдельный дивизион бронепоездов
  - 122-й отдельный дивизион бронепоездов
  - 126-й отдельный дивизион бронепоездов
  - 132-й отдельный дивизион бронепоездов
  - 137-й отдельный дивизион бронепоездов
  - 141-й отдельный дивизион бронепоездов
  - 142-й отдельный дивизион бронепоездов
  - 181-й отдельный дивизион бронепоездов
  - 102-я истребительная авиационная дивизия ПВО
    - 572-й истребительный авиационный полк
    - 629-й истребительный авиационный полк
    - 652-й истребительный авиационный полк
    - 788-й истребительный авиационный полк
- Волжская военная флотилия
  - Артиллерийские катера: «Усысклин» и «Чапаев»
  - 1-я бригада патрульных катеров
  - 2-я бригада патрульных катеров
  - Отдельная бригада тральщиков
- Части, непосредственно подчинённые командованию Сталинградского фронта:
  - 300-я стрелковая дивизия
    - 1049-й стрелковый полк
    - 1051-й стрелковый полк
    - 1053-й стрелковый полк
    - 822-й артиллерийский полк

  - 2-я зенитная артиллерийская дивизия
    - 1069-й зенитный артиллерийский полк
    - 1086-й зенитный артиллерийский полк
    - 1113-й зенитный артиллерийский полк
    - 1117-й зенитный артиллерийский полк
- Приданы Сталинградскому фронту:
  - 77-й укреплённый район
  - 115-й укреплённый район
  - 156-й укреплённый район
  - 85-я танковая бригада
    - 95-й танковый батальон
    - 205-й танковый батальон

  - 35-й отдельный танковый полк
  - 166-й отдельный танковый полк
  - 5-й гаубичный артиллерийский полк большой мощности
  - 498-й гаубичный артиллерийский полк
  - 123-й армейский артиллерийский полк
  - 1108-й пушечный артиллерийский полк
  - 398-й истребительно-противотанковый артиллерийский полк
  - 504-й истребительно-противотанковый артиллерийский полк
  - 2-й гвардейский миномётный полк
  - 400-й отдельный артиллерийский дивизион
  - 43-я инженерная бригада специального назначения
  - 19-я сапёрная бригада
  - 21-я сапёрная бригада
  - 17-й гвардейский батальон минёров
  - 44-й понтонный батальон
  - 47-й понтонный батальон
  - 103-й понтонный батальон
  - 107-й понтонный батальон
  - 119-й отдельный инженерный батальон
  - 240-й отдельный инженерный батальон
  - 1504-й отдельный сапёрный батальон[11]

### Страны Оси
- Группа армий «Б» (командующий — М. Вейхс). В группу входили:

6-я армия — командующий генерал танковых войск Фридрих Паулюс;
2-я армия — командующий генерал от инфантерии Ганс фон Зальмут;
4-я танковая армия — командующий генерал-полковник Герман Гот;
8-я итальянская армия — командующий генерал армии Итало Гарибольди;
2-я венгерская армия — командующий генерал-полковник Густав Яни;
3-я румынская армия — командующий генерал-полковник Петре Думитреску;
4-я румынская армия — командующий генерал-полковник Константин Константинеску.
- 4-й воздушный флот — командующий генерал-полковник Вольфрам фон Рихтгофен.
- Группа армий «Дон» (командующий — Э. Манштейн). В неё входили 6-я армия, 3-я румынская армия, армейская группа «Гот», оперативная группа «Холлидт».

### Соотношение сил на фронтах
Перед началом операции соотношение живой силы, танков, авиации и вспомогательных сил на данном участке театра военных действий было следующим:

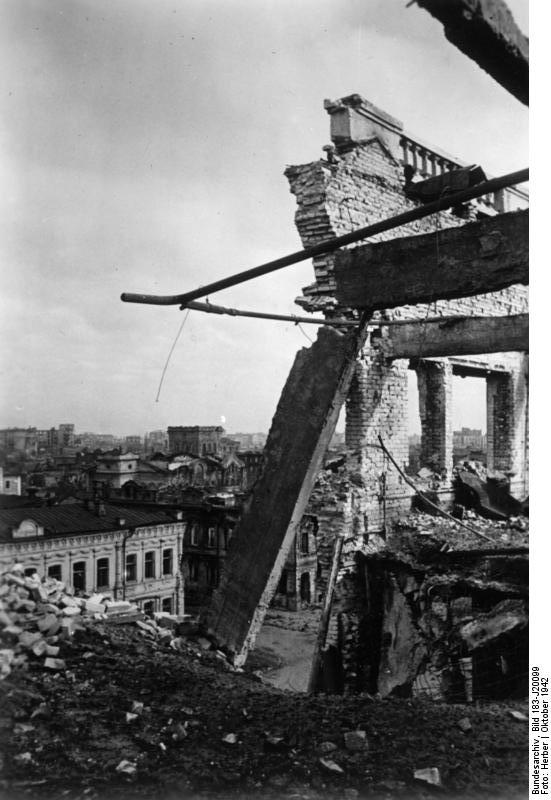
Руины в Сталинграде, октябрь 1942 года

|                   | РККА      | Вермахт и союзники | Соотношение |
| Личный состав     | 1 103 000 | 1 011 000          | 1,1:1       |
| Орудия и миномёты | 15 501    | 10 290             | 1,5:1       |
| Танки             | 1463      | 675                | 2,2:1       |
| Самолеты (боевые) | 1350      | 1216               | 1,1:1       |

## Подготовка
Принципиальное решение о начале подготовки наступательной операции было принято 13 сентября 1942 года на приёме у И. В. Сталина Г. К. Жукова и А. М. Василевского. Ставка Верховного Главнокомандования и Генеральный штаб с сентября 1942 года приступили к разработке плана контрнаступления. Автором замысла на проведение операции был полковник Главного оперативного управления Генерального штаба М. М. Потапов. 13 ноября план стратегического контрнаступления под кодовым названием «Уран» был утверждён Ставкой под председательством И. В. Сталина. План заключался в следующем: Юго-Западному фронту (командующий — Н. Ф. Ватутин; 1-я гвардейская, 5-я танковая, 21-я, 2-я воздушная и 17-я воздушная армии) ставилась задача нанести глубокие удары с плацдармов на правом берегу Дона из районов Серафимовича и Клетской (глубина наступления — около 120 км); ударная группировка Сталинградского фронта (64-я, 57-я, 51-я и 8-я воздушная армии) наступала из района Сарпинских озёр на глубину 100 км. Ударные группировки обоих фронтов должны были встретиться в районе Калач-Советского и окружить основные силы противника под Сталинградом. Одновременно частью сил эти же фронты обеспечивали создание внешнего фронта окружения. Донской фронт в составе 65-й, 24-й, 66-й и 16 воздушной армий наносил два вспомогательных удара — один из района Клетской на юго-восток, а другой из района Качалинской вдоль левого берега Дона на юг. Планом предусматривалось: главные удары направить против наиболее уязвимых участков обороны противника, во фланг и тыл его наиболее боеспособным соединениям; ударным группировкам использовать местность, выгодную для наступающих; при относительно равном соотношении сил на участках прорыва за счёт ослабления второстепенных участков создать 2,8 — 3,2-кратное превосходство в силах. За счёт глубочайшей секретности разработки плана и достигнутой огромной скрытности сосредоточения сил была обеспечена стратегическая внезапность наступления.
На задействованные в операции фронты в условиях строжайшей секретности были направлены свежие силы: 5-я танковая армия, 10 стрелковых дивизий, 6 стрелковых бригад, 3 танковые корпуса, 1 механизированный корпус, 2 кавалерийских корпуса, 17 отдельных танковых бригад и полков, 75 артиллерийских и миномётных полков, а также значительные силы людского пополнения и боевой техники в уже действующие части. Одновременно производились масштабные перегруппировки войск.
Письмо Вольского
Одно из центральных мест в наступлении отводилось 4-му мехкорпусу. 17 ноября, за два дня до начала наступления, командир корпуса генерал В.Т. Вольский через голову своего непосредственного командования направил Сталину письмо, в котором выражал сомнение в успехе операции и советовал отложить её или даже отменить.  Скандальный поступок не имел последствий для Вольского: он был оставлен в должности и участвовал в контрнаступлении.

## Ход операции

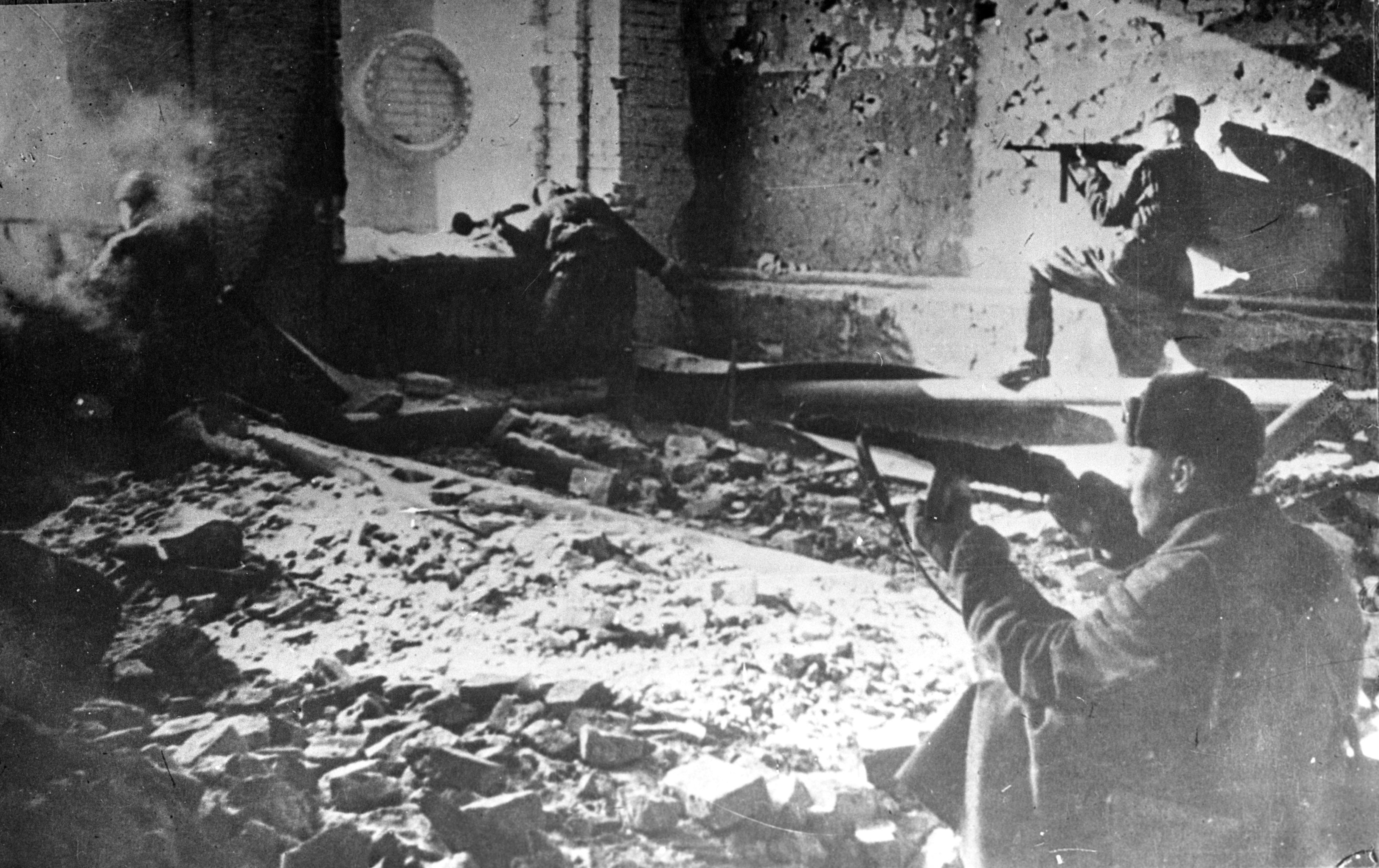
Октябрь 1942 г., бои в районе завода «Красный Октябрь»

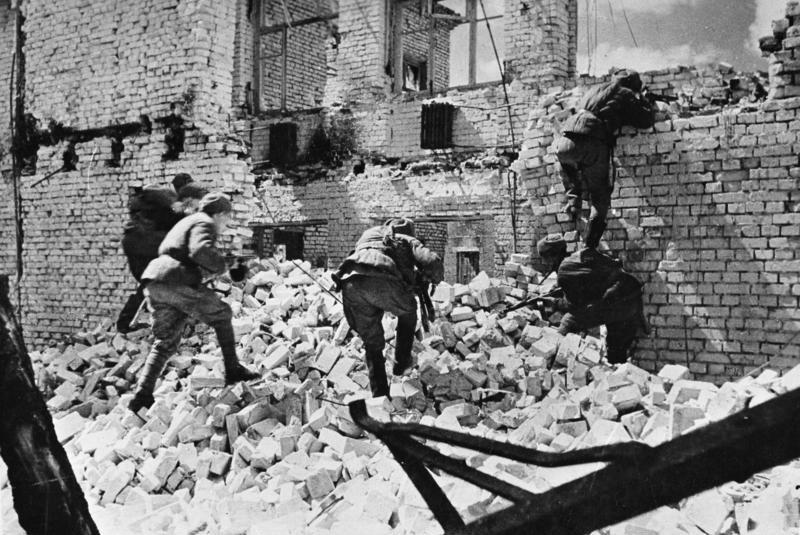
Осень 1942 г. Уличные бои

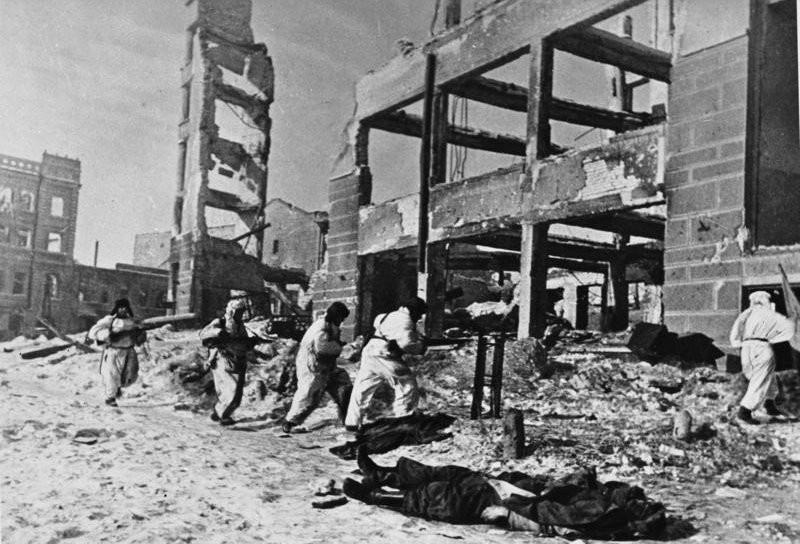
1942/1943 г. Уличные бои

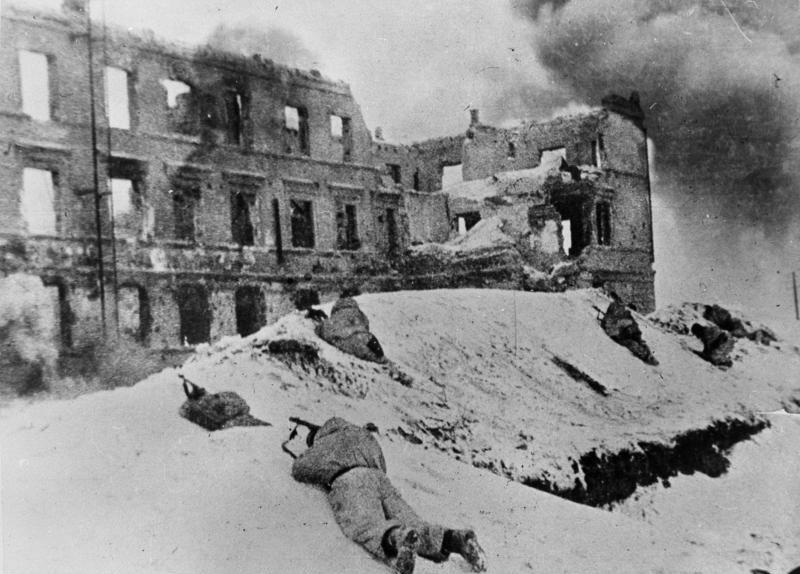
Январь 1943 г. Уличные бои

### Начало наступления
Наступление войск Юго-Западного и правого крыла Донского фронтов началось утром 19 ноября после мощной артподготовки. Войска 21-й и 5-й танковой армий прорвали оборону 3-й румынской армии, разрезали фронт противника на несколько группировок и окружили их. 23 и 24 ноября капитулировали две окруженные группировки во главе с генералами Ласкаром (св. 8 000 солдат и офицеров) и Стэнеску (св. 21 000 солдат и офицеров). Остальные румынские части обратились в бегство, фронт обороны на этом участке перестал существовать. Немецкие части, располагавшиеся сзади румынских войск, попытались остановить советские войска сильной контратакой, но успеха эта попытка не имела: они были разгромлены введёнными в бой 1-м танковым корпусом В. В. Буткова и 26-м танковым корпусом А. Г. Родина. Передовые части этих корпусов вышли в оперативную глубину, продвигаясь в район Калача. 
20 ноября в наступление перешла ударная группировка Сталинградского фронта. Здесь частям 4-й румынской армии противостояли 51-я и 57-я армии советского Сталинградского фронта. Уже к исходу дня 20 ноября 1942 года оборона 6-го румынского армейского корпуса была прорвана. Командование корпуса не осознало масштаб советского наступления, полагая его локальным контрударом, и поняло масштабы катастрофы, когда связь и управление войсками были прерваны, а взаимодействие дивизий корпуса — нарушено. К вечеру 22 ноября войска корпуса были разбиты, свыше 10 000 румынских солдат попало в плен, корпус лишился практически всей артиллерии, танков и большей части автотранспорта. В прорыв устремились советские танковые и кавалерийские корпуса.  Утром 23 ноября передовые части 26-го танкового корпуса овладели Калачом. 23 ноября войска 4-го танкового корпуса (А. Г. Кравченко) Юго-Западного фронта и 4-го механизированного корпуса (В. Т. Вольский) Сталинградского фронта встретились в районе хутора Советский, замкнув кольцо окружения сталинградской группировки противника в междуречье Волги и Дона. В окружении оказались 6-я и основные силы 4-й танковой армий — 22 дивизии и 160 отдельных частей общей численностью 330 тыс. человек . К этому же времени была создана большая часть внешнего фронта окружения, удаление которого от внутреннего составило 40—100 км.
Протяжённость фронта 6-й германской армии сократилась к 25 ноября до двухсот км. При этом в «котёл» попало 284 тыс. человек, включая: штаб 6-й армии; XIV танковый и IV, VIII, XI, LI армейские корпуса (а также XLVIII танковый и IV армейский корпуса, которые входили в состав 4-й танковой армии и теперь оказались в подчинении Паулюса); 14, 16 и 24-я танковые дивизии; 3, 29 и 60-я моторизованные дивизии; 44, 71, 76, 79, 94, 100, 113, 295, 297, 305, 371, 376, 384 и 389-я пехотные дивизии; 20-я румынская пехотная и 1-я румынская кавалерийская дивизии (12,6 тыс. человек); 243 и 245-й батальоны штурмовых орудий; 2 и 51-й полки реактивных минометов; 91-й полк ПВО и более ста пятидесяти артиллерийских подразделений, сапёрных и строительных батальонов, батальонов военной полиции и др.
24 ноября войска Юго-Западного фронта, разгромив окруженные в районе Распопинской румынские войска, взяли 30 тысяч пленных и много техники. 24—30 ноября войска Сталинградского и Донского фронтов, ведя ожесточённые бои с окруженными войсками врага, сократили занимаемую им площадь вдвое, зажав на территории 70—80 км с запада на восток и 30—40 км с севера на юг.
Реакция противника
В ночь с 23 на 24 ноября после переговоров начштаба группы армий «В» Георга фон Зоденштерна и начальника генштаба Цейтцлера было решено немедленно начать вывод войск из Сталинграда. Гитлер согласился с этим решением. Однако утром 24 ноября Паулюс получил радиограмму Гитлера с приказом оставаться в Сталинграде. Это изменение произошло под влиянием Геринга, убедившего Гитлера в способности люфтваффе снабжать окруженную группировку по воздуху. 
Немецкие войска, действовавшие против внешнего фронта окружения, в конце ноября были объединены в группу армий «Дон» (командующий — генерал-фельдмаршал Э. Манштейн), в которую входила и окружённая группировка.

### Развитие событий
В первой половине декабря действия по ликвидации окружённой группировки развивались медленно, так как из-за сокращения фронта в котле враг уплотнил свои боевые порядки и организовал оборону на оборудованных позициях, занимаемых Красной армией летом 1942 года. Существенную роль в замедлении наступления сыграла крупная (более чем трёхкратная) недооценка численности окружаемых немецких войск. В районах Котельниковского и Тормосина вермахтом создавались две ударные группировки. 12 декабря ударная группировка «Гот», по советским данным, имевшая девять пехотных и четыре танковые дивизии, 125 тыс. чел., 650 танков, что, однако, не подтверждается немецкими источниками, перешла в наступление от Котельниковского вдоль железной дороги на Сталинград, не дожидаясь сосредоточения Тормосинской группировки для деблокирования окруженных войск. Используя, по советской версии, не подтверждающейся немецкими источниками, значительное превосходство в силах перед 51-й армией, враг оттеснил её за р. Аксай, где 15 декабря его наступление было остановлено. 19 декабря противник возобновил наступление, но был остановлен войсками 2-й Гвардейской и 51-й армий на р. Мышкова, в 40 км от окруженных войск. 16 декабря началось наступление войск Юго-Западного фронта на Морозовск и Кантемировку для разгрома противника в районе Среднего Дона и выхода в тыл Тормосинской группировки. В течение трёхдневных ожесточенных боёв оборона врага была прорвана на пяти направлениях. К 31 декабря были полностью разгромлены 8-я итальянская армия и немецкая оперативная группа «Холлидт». 2-я Гвардейская армия в ходе контрнаступления 24—31 декабря нанесла полное поражение группе «Гот», понёсшей большие потери (в том числе 5200 пленными), и отбросила её к Зимовникам, отодвинув внешний фронт окружения на 200—250 км. 57-я, 64-я и 62-я армии Сталинградского фронта были переданы в состав Донского фронта для ликвидации окруженных войск. Сталинградский фронт 1 января 1943 года был переименован в Южный и получил задачу наступать в Ростовском направлении. К началу января положение окружённых войск ухудшилось. Занимаемое ими пространство простреливалось артиллерией, материальные запасы истощались.

### Ликвидация окружённых войск
9 января 1943 года советское командование предъявило командованию окружённых немецких войск ультиматум о капитуляции, но по приказу Гитлера он был отклонён. 10 января началась ликвидация «Сталинградского котла» силами Донского фронта (операция «Кольцо»). В это время численность окружённых войск ещё составляла около 250 тыс. чел., численность войск Донского фронта — 212 тыс. чел. Враг упорно сопротивлялся, но советские войска продвигались вперёд и 26 января рассекли группировку на две части — южную, в центре города, и северную, в районе тракторного завода и завода «Баррикады». 31 января была ликвидирована южная группа, её остатки во главе с Паулюсом сдались в плен. 2 февраля было покончено с северной группой. На этом Сталинградская битва была завершена.

## Итоги операции
Условия для проведения выдающейся операции создавались советскими войсками в ходе Сталинградской оборонительной операции, начиная с сентября 1942 года.
Окружённая группировка, не предпринимавшая попыток прорыва внутреннего фронта окружения, была уничтожена полностью, вплоть до последнего подразделения. Значительное число раненых (из дневника Ф. Паулюса — 42 тыс.) было эвакуировано из «котла» воздушным транспортом, однако Паулюс не сообщает, скольким раненым удалось достичь «большой земли».
В ходе Сталинградской наступательной операции были уничтожены две немецкие, разгромлены две румынские и одна итальянская армии. Уничтожено 32 дивизии и три бригады, разгромлены 16 дивизий. Войска стран «Оси» потеряли более восьмисот тысяч человек. 
«Под Сталинградом были окружены следующие части:
- штаб и все командование 6-й армии,
- штабы пяти корпусов (4, 8, 11, 51-го армейских и 14-го танкового),
- тринадцать пехотных дивизий (44, 71, 76, 79, 94, 100-я егерская, 113, 295, 305, 371, 376, 389 и 397-я),
- три танковые дивизии (14, 16, 24-я),
- три моторизованные дивизии (3, 29, 60-я),
- одна дивизия противовоздушной обороны (9-я).

Итого: 20 немецких дивизий.
Кроме того, в окружение попали остатки двух румынских дивизий (1-й кавалерийской и 20-й пехотной) с полком хорват, тыловыми частями и подразделениями организации Тодта.
По данным службы генерал-квартирмейстера, 24 ноября 1942 года в окружении оказались 270 тысяч человек.» (Меллентин).
Оценка потерь Германии и её союзников в этой операции академиком А. М. Самсоновым, приведённая выше, стала в официальной советской военно-исторической литературе канонической. Зато в постсоветское время появилось сразу несколько оценок. Так, С. Н. Михалев оценил общие потери в 620 тысяч человек А исследователь исходя из анализа ряда иностранных источников определил общие потери армий стран Оси в этой операции в диапазоне от 930 до 980 тысяч человек, из которых 680—730 тысяч человек приходятся на долю вермахта, а остальные на долю его союзников.
Потери советских войск по данным «комиссии Г. Ф. Кривошеева» составили 485 777 человек, в том числе безвозвратные — 154 885 человек. Имеются и иная, впрочем весьма близкая, оценка потерь численности РККА исследователя С. Н. Михалёва — 455 158 человек, в том числе безвозвратные — 132 535 человек.

## Дополнительные сведения

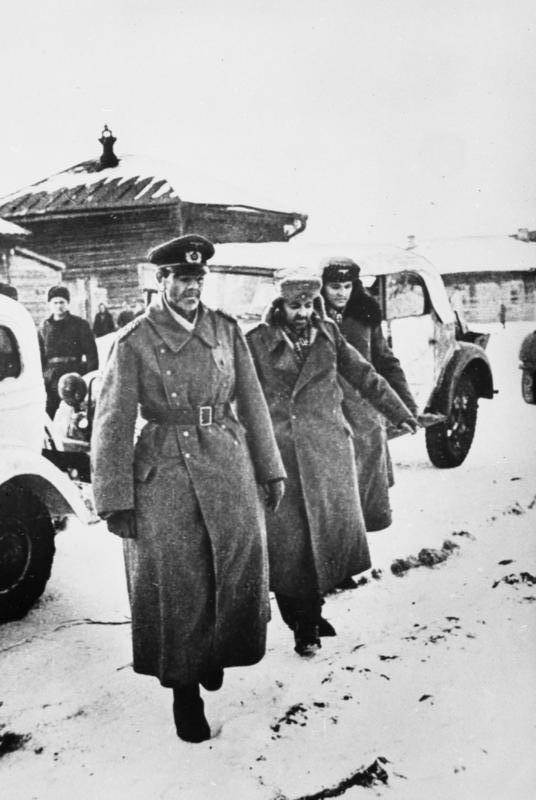
31 января 1943 г.
Пленение фельдмаршала Паулюса

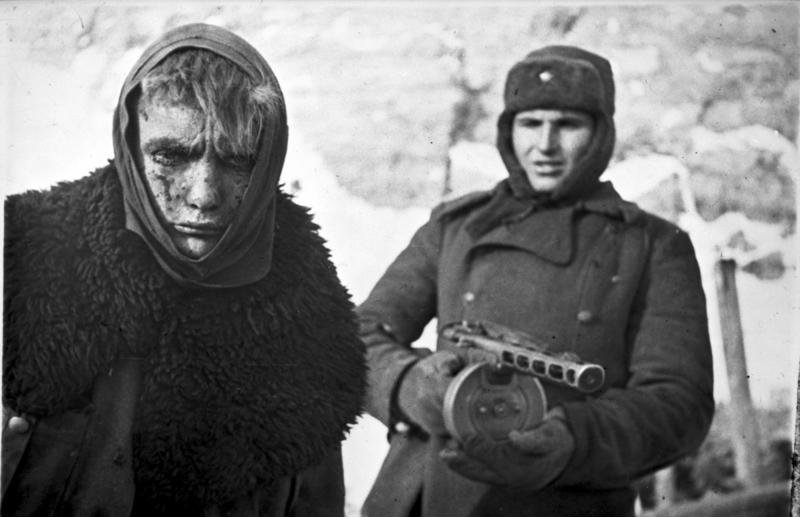
Январь 1943 г.
Боец РККА конвоирует немецкого военнопленного

Только в ходе операции «Кольцо» по советским данным 10.01. — 02.02.1943 было взято в плен 91 545 и уничтожено свыше 140 тыс. (до 147 200) солдат и офицеров противника. По разным данным от 30 до 42 тыс. раненых было вывезено из «котла» воздушным путём. Только пленными до начала операции «Кольцо» противник потерял 16,8 тыс. человек.
Советское командование оценивало численность группировки, которую предстояло окружить в окончательном варианте операции «Уран», в 80—90 тыс.. Первоначальный вариант имел более скромные масштабы. Однако такая недооценка не оказала существенного влияния на стремительное окружение, которое произошло в течение четырёх — пяти суток (вместо расчётных трёх), но сильно замедлила ликвидацию окружённых войск. Столь крупная недооценка при конечном блестящем результате — не единственная в военной истории; как аналогичный пример можно привести сражение при Нови (Итальянский поход Суворова, 1799). Огромный «котёл» приковал к себе на длительное время все силы и внимание врага и резко ограничил возможные варианты его действий на всём южном крыле, что позволило советскому командованию блестяще развить успех окружения и нанести врагу новые огромные потери.
В своей книге "Люди Годы Жизнь", Илья Эренбург приводит свидетельство Отто Зинскера, пленного немецкого разведчика, офицера из штаба 13-го корпуса, утверждавшего что немецкая разведка докладывала местным командирам о сосредоточении советских войк при их подготовке к контрнаступлению, однако те отказались передать информацию высшим командирам чтобы не вызвать отрицательной реакции в ответ на распространение дурных вестей.

## Память
На месте соединения войск Юго-Западного и Сталинградского фронтов (современный посёлок Пятиморск) в 1955 году установлен монумент «Соединение фронтов» (автор — Е. В. Вучетич, архитекторы: Л. Поляков и Л. Дятлов).

### Комментарии
1. ↑  Это мнение разделял и начальник разведотдела Генштаба по Восточному фронту Рейнхард Гелен[8]
2. ↑  По другим данным, немцы планировали добить остатки защитников Сталинграда уже осенью 1942[9]
3. ↑  В полосах 5-й ударной и 51-й армий (фронт — 235 км) противник превосходил советские войска в танках и авиации в 2 раза, уступая по артиллерии в 1.3 раза, по численности личного состава соотношение было примерно равным (советские войска — 115 тыс.) Однако на направлении удара — против 51-й армии превосходство противника было: в людях и артиллерии — 2-х кратным, в танках — 6-и кратным[26]